# Füstpénz
A füstpénz több középkori adófajta elnevezése Magyarországon, mely kapcsolatban állt a füsttel (háztartással).
Mátyás király 1467-ben pénzügyi (kincstári) reformot valósított meg, és a kapuadó helyett bevezették a jobbágyháztartásonként szedett királyi kincstár adóját, a füstpénzt (tributum fisci regalis). Nem a füstöt, és nem is a kéményt adóztatták meg tehát, hanem az egy füst alatt élő jobbágycsaládot tekintették egy adóalanynak és adóalapnak. Az új adó nagyon szűk korlátok közé szorította a korábban mentesítésekkel rendelkezők számát.

## Típusai
- A szabadok dénárai, mely a 13. századtól földesúri kézbe került.
- Földesúri cenzus az érett középkorban.
- Állami hadiadó, amikor azt füstönként szedték be.